# Родинија
Родинија (рус. Родиния, од рус. родина — родина — „домовина”, „постојбина” или родить — родит — „родити”) у геолошкој терминологији, односи се на један од најстаријих познатих суперконтинената, који је садржао већину тадашњег Земљиног копна. Палеомагнетски докази обезбеђују наговештај о палеогеографској ширини појединачних формација, али не и њиховој палеогеографској дужини, које су геолози корелисали поредећи делове сличних стратума, који су данас често веома распршени по свету.
Родинија је био неопротерозојски суперконтинент формиран пре 1. милијарде година, а који је почео да се распада пре неких 700 милиона година. Настао је сударом фрагмената насталих распадом старијег суперконтинента Колумбије.
Овај суперконтинент се распао због нагомилавања топлоте у унутрашњости Земље, након чега је дошло до формирања нових океана и плићих мора. Распадом Родиније настају огромне вулканске ерупције, чиме су ослобођене богате хранљиве материје у океанима. Родинија се приликом распада поделила у правцу север-југ, а временом је овај рифт постајао све већи да би се потом формирао океан назван Панталас. Овај океан је временом постајао све већи и одвојио је Америку, Сибир и Скандинавију од Антарктика, Аустралије и остатка источне хемисфере.